# 捷聯車身工程
捷聯車身工程有限公司 （英字：Jit Luen Auto Body Works Co., Ltd）は、香港にあるバス車体（ボディ）を製造・架装する会社。1978年に設立された会社である。いすゞ自動車製のシャーシを多く採用している。

## 製品

### 現行製品
- JL-05
- JL-06
- JL-07
- JL-08
- JL-09
- JL-010

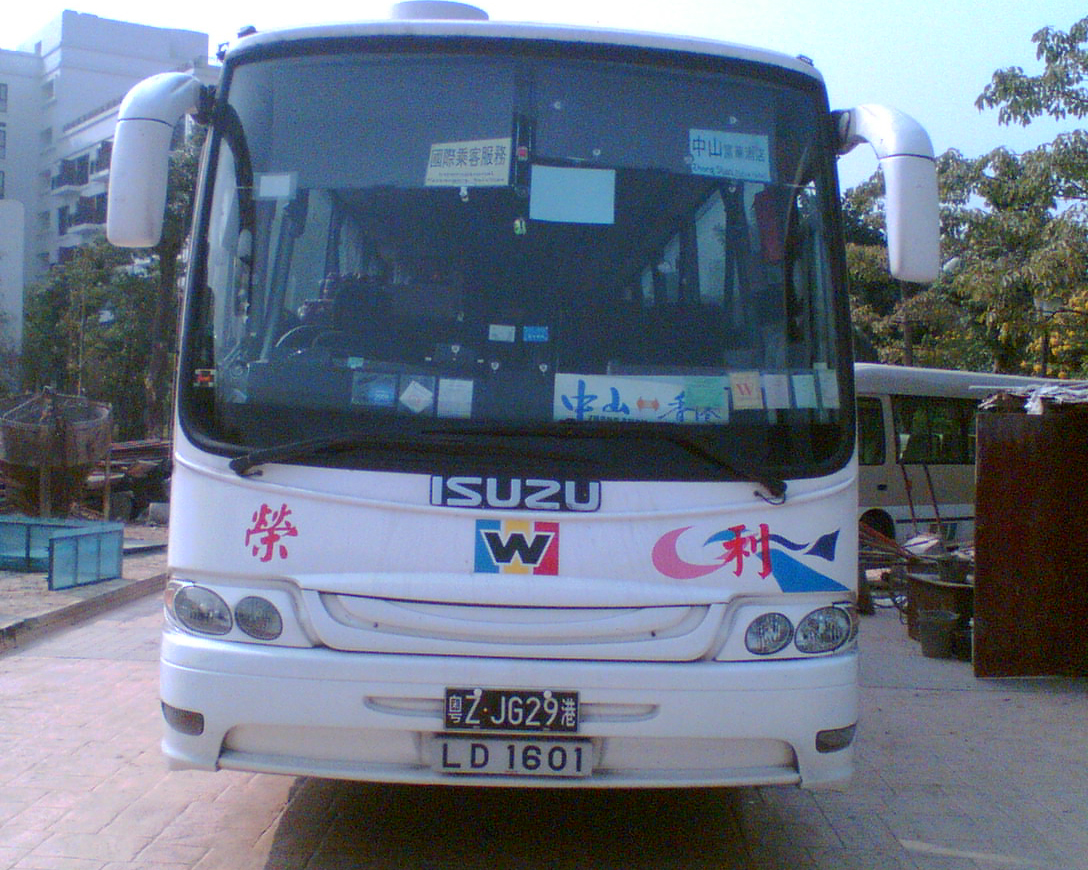
JL-05型
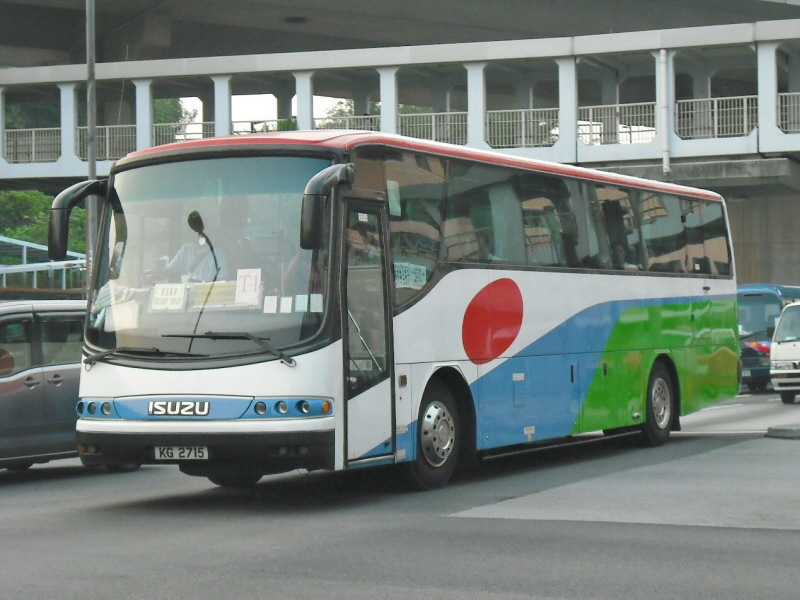
JL-06型
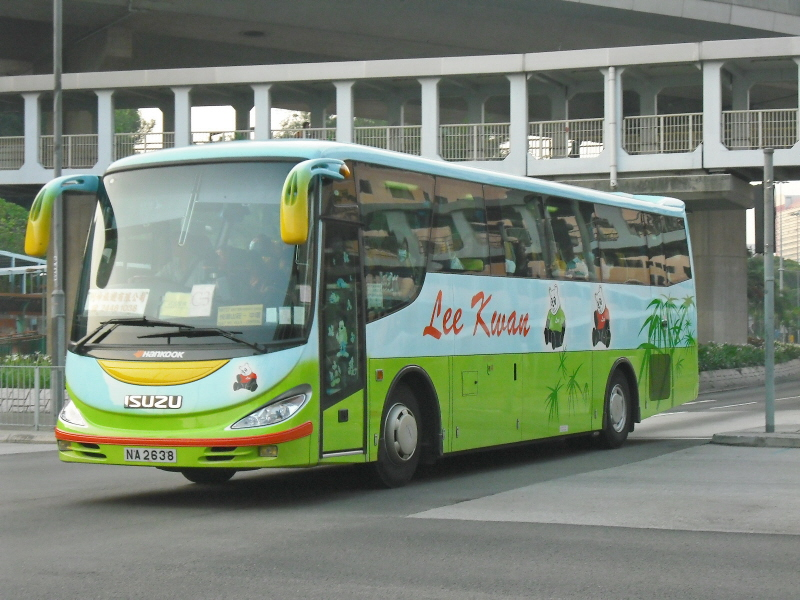
JL-07型
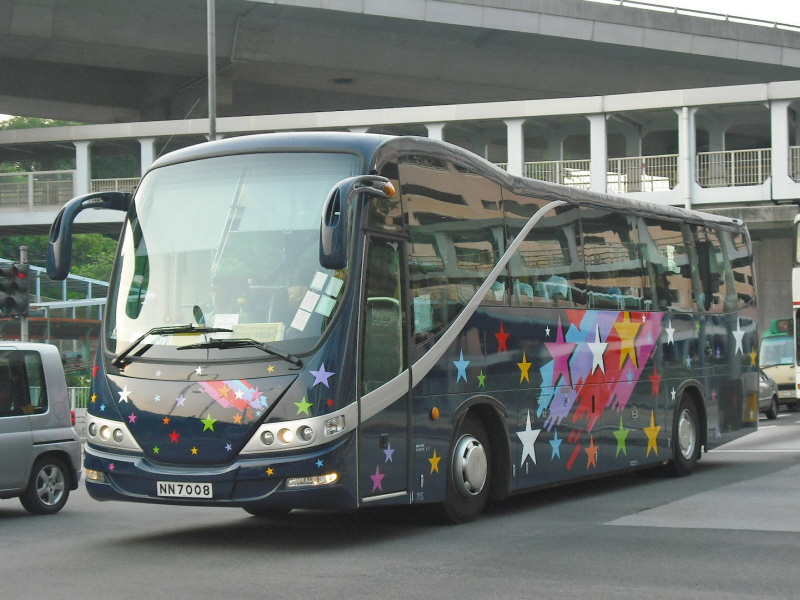
JL-09型